# Santiago Papasquiaro
Santiago Papasquiaro är en ort i Mexiko.   Den ligger i kommunen Santiago Papasquiaro och delstaten Durango, i den centrala delen av landet, 900 km nordväst om huvudstaden Mexico City. Santiago Papasquiaro ligger 1 728 meter över havet och antalet invånare är 26 121.
Terrängen runt Santiago Papasquiaro är kuperad åt sydost, men åt nordväst är den platt. Santiago Papasquiaro ligger nere i en dal. Runt Santiago Papasquiaro är det mycket glesbefolkat, med 6 invånare per kvadratkilometer. Santiago Papasquiaro är det största samhället i trakten. Omgivningarna runt Santiago Papasquiaro är i huvudsak ett öppet busklandskap.